# George Economou Collection
Die George Economou Collection (deutsch Sammlung George Economou) ist eine von dem griechischen Reeder George Economou zusammengetragene Kunstsammlung. Schwerpunkt der Privatsammlung ist die Kunst des 20. Jahrhunderts, darunter Werke der Neuen Sachlichkeit und des Expressionismus. Der Sitz der Sammlung ist in der Kifissias Avenue im Athener Vorort Marousi, wo auch Wechselausstellungen gezeigt werden.

## Geschichte
In den 1990er Jahren begann Economou mit dem Aufbau einer Kunstsammlung. 2010 wurde erstmals ein Überblick der George Economou Collection zur Eröffnung der neuen Räume der Kommunalen Galerie Athen gezeigt. Seit 2012 präsentiert die George Economou Collection in ihren Räumen in Marousi Wechselausstellungen mit eigenen Werken und Arbeiten aus anderen Sammlungen. Vor Ort gibt es keine Dauerausstellung; Kunstwerke der Sammlung finden sich als Leihgaben in verschiedenen Museumsausstellungen. Die Sammlung wird von der Präsidentin Alexandra Economou und der Direktorin Skarlet Smatana betreut.

## Die Sammlung
Zu den Werken der Sammlung gehören Gemälde wie Sakuhin von Sadamasa Motonaga, Sing, Unburied, Sing von Julie Mehretu, The Studio von Brice Marden, Ruben's Flap von Jenny Saville,
Ileana Sonnabend von Frank Stella, August in February von Peter Doig, When did I get so old von Mark Bradford, Figure in Movement von Francis Bacon, Adler im Bett von Georg Baselitz, Born to be late von Albert Oehlen, Grande Bianco Plastica von Alberto Burri, Yellow Panel von Ellsworth Kelly, Tenkosei Kaosho von Kazuo Shiraga, Anni (Mädchen mit Fächer) von Max Beckmann. Hinzu kommen Skulpturen wie Zwei Männer von Katharina Fritsch, Walking Child with Two Women von Hermann Scherer und die Arbeit A copy of ten marble fragments of the Great Eleusinian Relief von Charles Ray. In der Sammlung finden sich zudem Werke von deutschen Künstlern wie George Grosz, Christian Schad, Werner Schramm, Heinrich Hoerle, Ernst Ludwig Kirchner, Max Pechstein, Erich Heckel, Anselm Kiefer, Jörg Immendorff, Markus Lüpertz, Isa Genzken, Andreas Gursky, Günther Förg, Martin Kippenberger, Sigmar Polke, Neo Rauch und Günther Uecker. Hinzu kommen Arbeiten von internationalen Künstlern wie Pablo Picasso, Andy Warhol, Diego Rivera, Fernando Botero, Louise Bourgeois, Dan Flavin, Lucio Fontana, Robert Gober, David Hammons, Donald Judd, Yves Klein, Agnes Martin, Taryn Simon, Paul McCarthy und Jeff Wall. Zudem gibt es einen umfangreichen Bestand an Arbeiten auf Papier, darunter das komplette graphische Werk von Otto Dix und Otto Mueller.

## Ausstellungen
Die George Economou Collection veranstaltet jährlich ein bis zwei Kunstausstellungen, die in der Regel im eigenen Haus stattfinden.
- 2012–2013: Chance – Werke von Marina Abramović, David Hammons und Robin Rhode (George Economou Collection in Marousi).
- 2013: en grisaille nowadays – Werke von Andreas Gursky, Jackson Pollock, Charles Ray, Agnes Martin, Adam McEwen, und Heinz Mack und Cady Noland (George Economou Collection in Marousi).
- 2013–2014: Gegenlicht, German Art from the George Economou Collection – Werke von Otto Dix, Christian Schad, George Grosz, Ernst Ludwig Kirchner, Max Pechstein, Erich Heckel, Georg Baselitz, Anselm Kiefer, Jörg Immendorff, Markus Lüpertz (Generalstabsgebäude der Eremitage in Sankt Petersburg)
- 2013: Taryn Simon, Works from the George Economou Collection (George Economou Collection in Marousi).
- 2014: Rashid Johnson, Magic Numbers (George Economou Collection in Marousi).
- 2014–2015: Thorn in the Flesh – Werke von Jean-Michel Basquiat, Paul McCarthy, Neo Rauch, Max Beckmann, Louise Bourgeois, Michelangelo Pistoletto, Jean Dubuffet, Kazuo Shiraga und George Condo (George Economou Collection in Marousi).
- 2015: Inbetween Baselitz–McCarthy – Werke von Georg Baselitz und Paul McCarthy (George Economou Collection in Marousi).
- 2015–2016: Opening the Box: Unpacking Minimalism – Werke von Donald Judd, Agnes Martin, John McCracken, Dan Flavin, Nikolai Suetin, Isa Genzken, Robert Gober, Roni Horn und Rashid Johnson (George Economou Collection in Marousi).
- 2016: David Hammons, Give Me A Moment (George Economou Collection in Marousi).
- 2016–2017: New Beginnings: Between Gesture and Geometry – Werke von Alberto Burri, Lucio Fontana, Yves Klein, Kazuo Shiraga, Jan Schoonhoven und Heinz Mack (George Economou Collection in Marousi).
- 2017: Charles Ray (George Economou Collection in Marousi).
- 2018–2019: Jenny Saville (George Economou Collection in Marousi).
- 2018–2019: Magic Realism: Art in Weimar Germany 1919-33 - Werke der George Economou Collection von Otto Dix, George Grosz, Max Beckmann, Albert Birkle, Jeanne Mammen und Rudolf Schlichter (Tate Gallery of Modern Art in London)
- 2019–2020: Jeff Wall (George Economou Collection in Marousi).
- 2022–2023: Katharina Fritsch (George Economou Collection in Marousi).